# الشامیه
الشامیة یک منطقهٔ مسکونی در سوریه  که در استان لاذقیه واقع شده‌است.

## خصوصیات
الشامیة ۲٬۹۸۲ نفر جمعیت دارد.